# 香蕉船
香蕉船（英語：Banana split）是一種以冰淇淋為底部的甜點，而在香蕉的部份以切成兩半並放在盤子里，故以「船」形容名稱；有多種變化，但經典版是用香草冰淇淋、草莓冰淇淋和巧克力冰淇淋製成的。一般上会挤上巧克力酱或草莓酱，撒上一些花生碎、巧克力豆等配料，再放上樱桃或草莓即可。